# Volkszählung in der Volksrepublik China 2010/2011
Die Volkszählung in der Volksrepublik China 2010 fand im November 2010 statt und war die 6. Volkszählung in der Volksrepublik China. Stichtag war der 1. November 2010, 0.00 Uhr. Sie war bis zur darauffolgenden Volkszählung 2020 weltweit die umfangreichste der Geschichte. Erste Ergebnisse der Zählung wurden am 27. April 2011 in Peking bekanntgegeben. Demnach hatten die Gebiete der Volksrepublik China, in denen die Volkszählung durchgeführt wurde, am 1. November 2010 eine Gesamtbevölkerung von 1.339.724.852 Menschen. Außerdem stieg der Anteil der über 60-Jährigen und der Stadtbewohner an.

## Vorläufer
Die vorherige Zählung fand 2000 statt und galt als äußerst ungenau, weil etwa Wanderarbeiter, nach der chinesischen Ein-Kind-Politik „illegal“ geborene Kinder oder Personen, die von den Zählern nicht angetroffen wurden bzw. Auskünfte verweigerten, teilweise nicht mitgezählt wurden. Das überarbeitete und korrigierte Ergebnis für ganz China war eine Einwohnerzahl von 1.295.246.561; davon entfielen auf:
- Gebiete, in denen die Volkszählung durchgeführt wurde: 1.245.110.826 (gezählt),[4] 1.265.830.000 (extrapoliert)[5] Einwohner;
- Hongkong: 6.708.389 Einwohner;
- Macau: 431.500 Einwohner;
- Gebiete unter der Kontrolle der Behörden Taiwans: 22.276.672;
- Südost-Tibet: keine Angabe.

## Ziel
Das Ziel der Volkszählung war, belastbare Zahlen für die zukünftige Geburtenkontrollpolitik, für die Sozialversicherung, Stadtplanung oder Wasserversorgung zu bekommen. Auch die Planung von neuen Siedlungen oder Verkehrswegen hängt von den Daten ab.

## Durchführung

### Methode

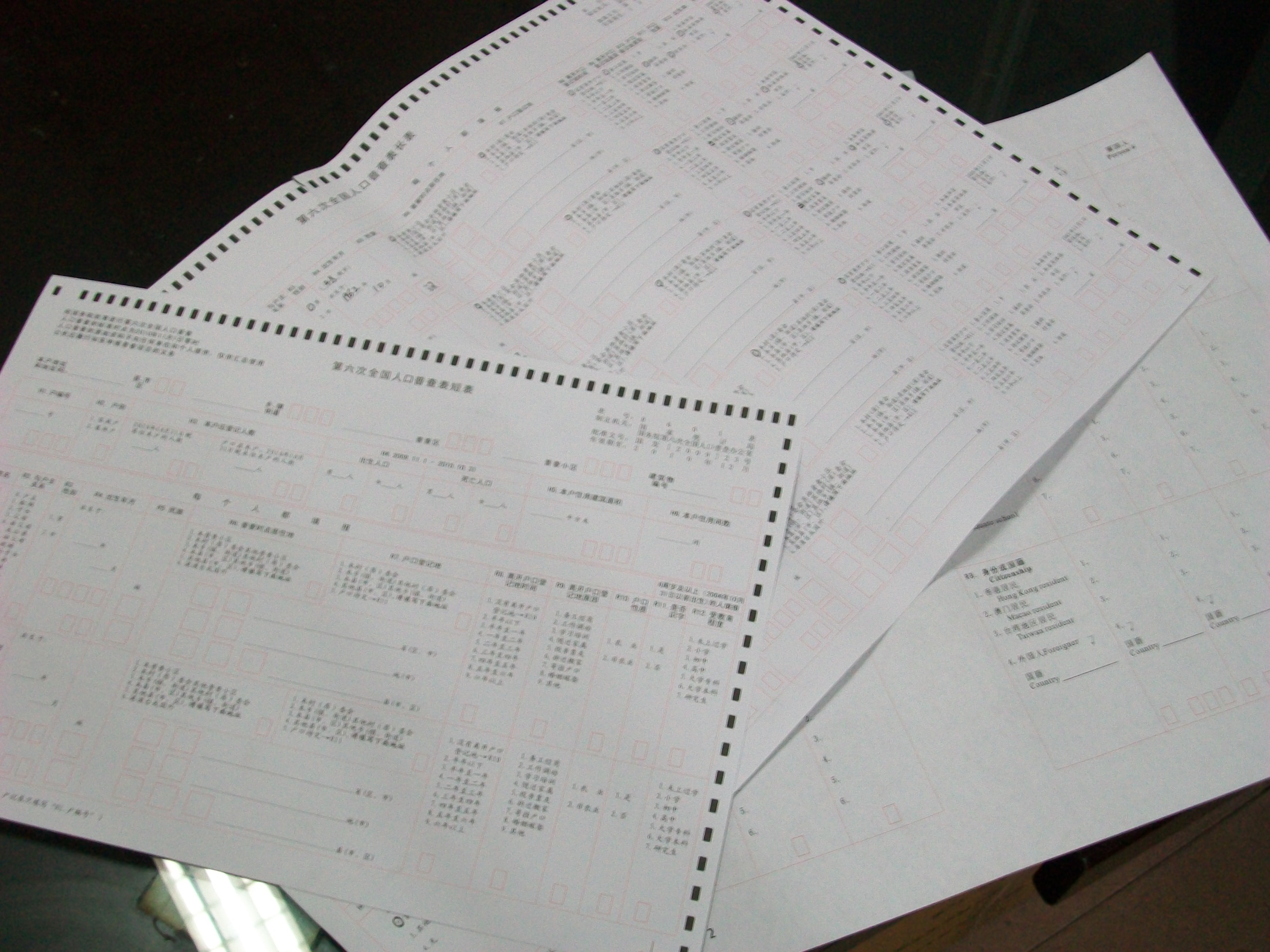
Verwendete Formulare

6,5 Millionen Regierungsmitarbeiter waren daran beteiligt. Die Volkszähler rekrutieren sich aus Nachbarschaftskomitees und lokalen Anwohnern.
Als größte Herausforderung galt die Erfassung der Wanderarbeiter, die bei den vorhergehenden Zählungen nicht oder nur unzureichend erfasst wurden. Von der auf zirka 200 Millionen Personen geschätzten Gruppe fürchteten aber viele, Probleme mit der Meldung zu bekommen, wenn sie sich zählen lassen.
Kritisch wurde die Erfassung der Kinder, die unter der strikten Ein-Kind-Politik illegal geboren wurden, gesehen. Die Regierung senkte im Vorfeld die Strafen, um die Eltern zu ermutigen, ihre Kinder zählen zu lassen. Die Zahl dieser Kinder wurde auf 10 bis 40 Millionen geschätzt.
Die Kosten wurden auf 700 Millionen Yuán (entsprach 75 Millionen Euro) geschätzt.

### Gültigkeitsbereich
Der Zensus fand mit Ausnahme von Hongkong und Macao in allen Gebieten statt, in denen die Regierung der VR China die tatsächliche administrative Gewalt ausübt, also z. B. nicht in Taiwan, Penghu, Jinmen, Mazu, Taiping, Dongsha und Südost-Tibet.

### Was wird erfasst
Es wurden alle Chinesen gezählt, die vor dem 1. November 2010 00:00 Uhr geboren sind.
Zusätzlich sollten 18 Fragen zu Namen, Alter, Geschlecht, Ausbildung, Kinderzahl, offiziellem Wohnort und ethnischer Zugehörigkeit erfasst werden. Es gab im Vorfeld Proteste bezüglich des Datenschutzes und das Versprechen der Regierung, diesen zu beachten. Fragen zu Einkommen oder Religionszugehörigkeit müssen nicht beantwortet werden.
Erstmals wurden die Einwohner dort gezählt, wo sie auch wirklich wohnten und nicht an dem Ort, wo sie registriert waren. Ebenfalls eine Premiere war die erstmalige Erfassung der in China lebenden Ausländer.

## Ergebnisse

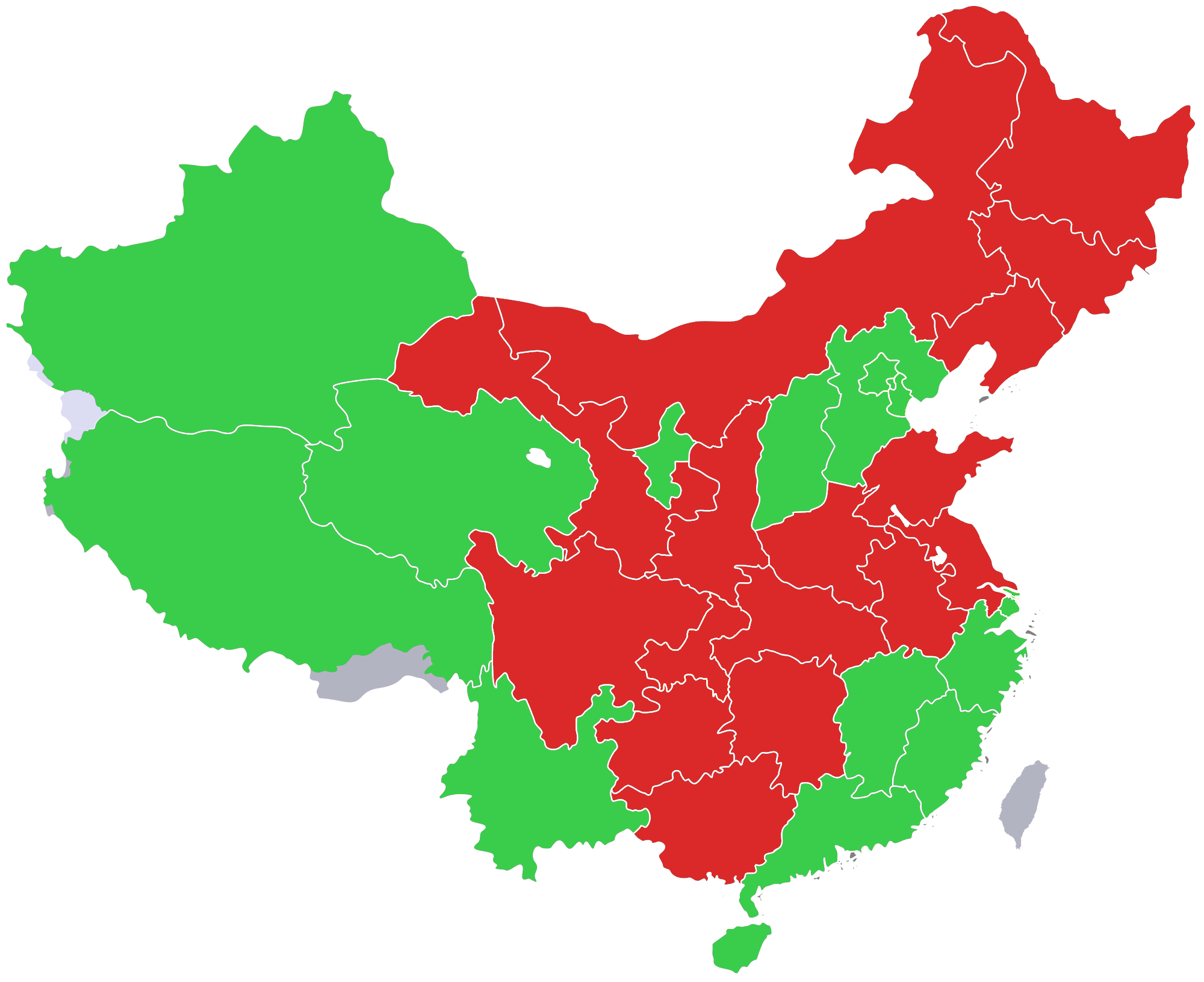
Eine Karte zur Bevölkerungsentwicklung. Die grün eingefärbten Provinzen hatten ein Bevölkerungswachstum und in den rot eingefärbten ging die Einwohnerzahl zurück.

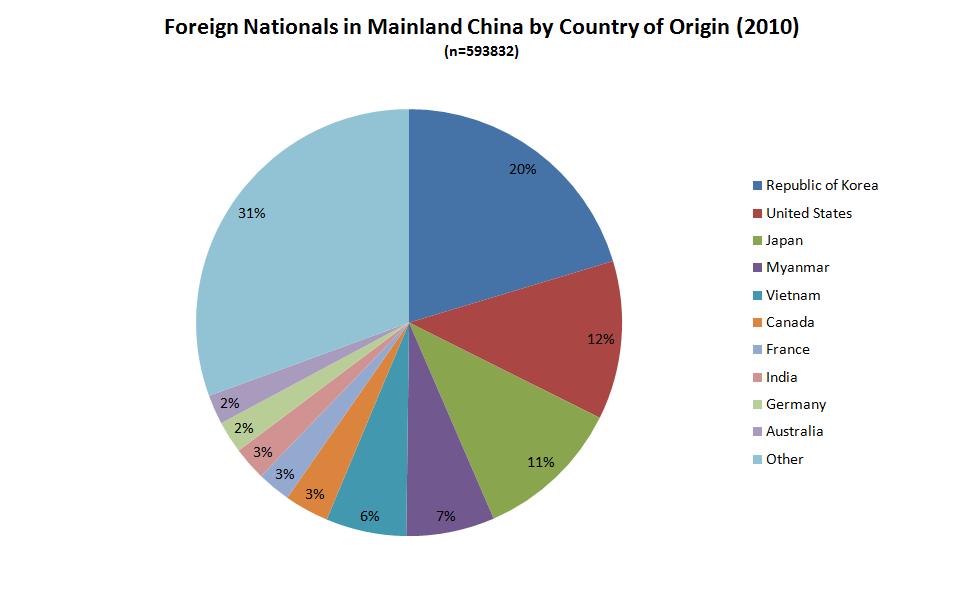
In China registrierte Ausländer nach Nationalität.

Am 27. April 2011 gab das Nationale Statistikbüro in Peking erste Ergebnisse bekannt.
Laut der Volkszählung lebten in den Gebieten Chinas, in denen die Volkszählung durchgeführt wurde 1,3397 Milliarden Menschen. Das heißt, die Bevölkerung wuchs in den zehn Jahren vor der Zählung um 73,9 Millionen. Das entsprach 5,84 Prozent bzw. jährlichen 0,57 Prozent. Für die Gebiete, in denen der Zensus nicht durchgeführt wurde bzw. werden konnte, wurden für den Stichtag folgende Einwohnerzahlen ermittelt: Hongkong: 7.097.600; Macao: 552.300; alle Gebiete unter Kontrolle der Behörden Taiwans: 23.162.123; Südost-Tibet: keine Angaben. Daraus ergibt sich eine Gesamtbevölkerung Chinas von 1.370.536.875 Menschen, ein Gesamtwachstum für die letzten zehn Jahre von 75,3 Millionen.
Die Menschen unter 14 Jahren stellten mit 16,6 Prozent der Bevölkerung im Vergleich zu der Volkszählung 2000 einen 6,29 Prozent niedrigeren Anteil dar. Die Gruppe der über 60-Jährigen wuchs dagegen um 2,93 Prozentpunkte auf 13,26 Prozent der Bevölkerung.
Die ethnischen Minderheiten wuchsen stärker als die Gruppe der Han-Chinesen.
Es war auch eine Verstädterung zu beobachten. Der Anteil der Menschen die in einer Stadt leben war im Vergleich zu 2000 um 13,46 Prozent auf 49,68 Prozent gestiegen.
261 Millionen Menschen lebten seit einem halben Jahr woanders als auf ihrer Meldung angegeben. Davon 40 Millionen innerhalb einer Stadt.